# Матете, Самуэль
Самуэль Матете (англ. Samuel Matete, род. 27 июля 1968, Чингола, Коппербелт) — замбийский легкоатлет, который специализировался в беге на 400 метров с барьерами. Серебряный призёр олимпийских игр 1996 года. Чемпион Африки 1998 года. Личный рекорд — 47,10 — это рекорд Африки. Выступал на Олимпиадах 1992 и 2000 годов, на которых не выходил в финал.

## Достижения
Золотая лига
- 1998  Golden Gala — 48,61
- 1998:  Weltklasse Zürich	— 48,67
- 1998:  Memorial Van Damme — 48,62
- 2000:  Bislett Games	— 48,90
- 2000:  Memorial Van Damme — 48,77
- 2000:  ISTAF	— 48,38